# 凭信乡
凭信乡是中国陕西省渭南市临渭区下辖的一个乡。2011年，凭信乡被撤销，辖境并入蔺店镇。

## 行政区划
凭信乡下辖以下行政区：
凭南村、凭北村、景贤村、庙合村、义石村、大兴村、钟南村、钟北村、武家村、总旗村、瓦子店村、蒲阳村